# Il dominatore
Il dominatore (Diamond Head) è un film del 1962 diretto da Guy Green.

## Produzione
Il film è stato girato alle Hawaii, in particolare ad Hanalei, a Honolulu e nell'isola di Kauai.